# SUMO4
SUMO4 (англ. Small ubiquitin-like modifier 4) – білок, який кодується однойменним геном, розташованим у людей на короткому плечі 6-ї хромосоми. Довжина поліпептидного ланцюга білка становить 95 амінокислот, а молекулярна маса — 10 685.
| 10         |  | 20         |  | 30         |  | 40         |  | 50         |
| ---------- |  | ---------- |  | ---------- |  | ---------- |  | ---------- |
| MANEKPTEEV |  | KTENNNHINL |  | KVAGQDGSVV |  | QFKIKRQTPL |  | SKLMKAYCEP |
| RGLSMKQIRF |  | RFGGQPISGT |  | DKPAQLEMED |  | EDTIDVFQQP |  | TGGVY      |

A: Аланін

C: Цистеїн

D: Аспарагінова кислота

E: Глутамінова кислота

F: Фенілаланін

G: Гліцин

H: Гістидин

I: Ізолейцин

K: Лізин

L: Лейцин

M: Метіонін

N: Аспарагін

P: Пролін

Q: Глутамін

R: Аргінін

S: Серин

T: Треонін

V: Валін

Задіяний у такому біологічному процесі, як убіквітинування білків. 